# Étienne Dumont (journaliste)
Pour les articles homonymes, voir Étienne Dumont et Dumont.
Étienne Dumont, né le 27 juin 1948 à Neuchâtel, est un journaliste suisse, collectionneur d'œuvres d'art et adepte de la modification corporelle. Il est critique d'art à la Tribune de Genève de 1974 jusqu’en 2013. Il intègre ensuite le magazine Bilan et continue d’y proposer des chroniques d’art.

## Famille, études, activités
Étienne Dumont naît le 27 juin 1948 à Neuchâtel. Il est un descendant du juriste et écrivain genevois Étienne Dumont (1759-1829). Son père, Eugène-Louis Dumont, est historien et sa mère chimiste.
Étienne Dumont étudie le latin et le grec au Collège Calvin, où il obtient sa maturité en 1968, puis suit des études de droit à l'Université de Genève jusqu’à la licence en 1972. Il pense ensuite à une carrière de notaire mais s’engage le 1er mars 1974 comme stagiaire à la Tribune de Genève.
De 1968 à 1974, il est actif au Ciné-club universitaire de Genève, membre de son comité, programmateur.
De son père, dont l’appartement était encombré de nombreux objets, il a hérité le goût pour la brocante et une connaissance pointue de l’histoire genevoise. Étienne Dumont est un fidèle du marché aux puces et des ventes aux enchères, pour leur atmosphère. Sa collection d’art contiendrait aussi bien d’anciens dessins, que du verre vénitien du XXe siècle et des céramiques genevoises, pour la plupart visibles dans deux musées en Suisse.
Étienne Dumont ne lit pas les journaux, ne regarde pas la télévision et n’écoute pas la radio : « Je n’ai ni portable, ni montre, ni télé, ni radio, ni micro-ondes, ni voiture… Le tout, cumulé, devient insolite ! J’ai toujours vécu sans et tout cela me semble inutile ». Il lit trois à cinq livres par semaine.

## Journalisme
À la Tribune, Étienne Dumont se consacre d'abord au cinéma, avant de se spécialiser dans les beaux-arts et les livres. 
En 2013, il affirme avoir publié 1 200 articles, toutes rubriques confondues. Durant les deux premiers mois de 2013, il rédige cinquante quatre comptes-rendus d’ouvrages. 
À la retraite depuis 2013, Étienne Dumont continue à écrire sur un blog personnel hébergé par le site du magazine Bilan. Il est critique d’art, blogueur littéraire, parfois critique de la politique culturelle genevoise. Il écrit deux ou trois articles par jour, sept jours sur sept.

## Tatouages et modification corporelle
Étienne Dumont se fait tatouer pour la première fois en 1974. Quand les tatouages couvrent presque entièrement son corps, il choisit de continuer avec un piercing au labret qu'il s'est fait agrandir, d'énormes écarteurs aux oreilles, suivis d’implants en forme de cornes sur son crâne et d’anneaux sous la peau des mains. Le tout s'est fait sur une durée de 30 ans, un total de 450 heures, une séance par semaine. Les tatouages couvrent 95 % de la surface de son corps : sont épargnés les paumes, les plantes de pieds, les paupières et les parties génitales,.
À la question d’un journaliste, demandant avec quel artiste il se sent des affinités, Étienne Dumont répond qu’il se sent proche de Jean-Luc Verna.